# Mariano Rumor
 (février 2014).
Si vous disposez d'ouvrages ou d'articles de référence ou si vous connaissez des sites web de qualité traitant du thème abordé ici, merci de compléter l'article en donnant les références utiles à sa vérifiabilité et en les liant à la section « Notes et références ».
Mariano Rumor, né le 16 juin 1915 à Vicence et mort le 22 janvier 1990 à Vicence, est un homme politique italien, membre de la Démocratie chrétienne (DC).
Issu d'une famille de notables de sa ville natale, licencié en lettres à l'université de Padoue en 1937, officier dans l'armée de 1941 à 1943 et puis membre de la Résistance. Il est élu député à l'Assemblée constituante en 1946. Depuis 1948 il est constamment réélu à la Chambre des députés. Vice-secrétaire politique de son parti en 1950, pour un an. Il est désigné de nouveau à ces responsabilités, de 1954 à 1959. D'abord, il adhère au courant modéré de Iniziativa democratica, pour devenir en 1959 l'un de fondateurs des Dorotei, toujours à droite dans l’échiquier de son parti. 
Il entre au gouvernement en 1951, comme sous-secrétaire à l'Agriculture. En 1954 il est nommé sous-secrétaire à la présidence du conseil. Promu ministre de l'Agriculture en 1959, il devient ministre de l'Intérieur en 1963.
Après avoir été élu, en 1964, secrétaire politique de la DC, il est appelé, en décembre 1968, aux fonctions de président du Conseil des ministres. Il occupe ce poste jusqu'en août 1970 et dirige trois gouvernements pendant son mandat, dont deux de coalition de centre-gauche.
De retour au ministère de l'Intérieur entre 1972 et 1973, il fait l'objet d'une tentative d'assassinat à Milan, dont il réchappe. En juillet 1973, il est rappelé à la direction du gouvernement et dirige deux exécutifs de coalition de centre-gauche jusqu'à sa chute, en novembre 1974. Son successeur, Aldo Moro, le choisit cependant comme ministre des Affaires étrangères.
Ayant quitté le gouvernement en juillet 1976, il est élu député européen en 1979 et siège tout au long de la première législature du Parlement européen. Entre-temps, il quitte les Dorotei pour créer un petit courant situé plus à gauche. Il siège depuis 1979 au Sénat de la République jusqu'à sa mort.